# Chaillevette
Chaillevette je francouzská obec v departementu Charente-Maritime, v regionu Poitou-Charentes. V roce 2008 měla 1 358 obyvatel.